# Høje Gladsaxe Center
Høje Gladsaxe Center er et butikscenter i Gladsaxe Kommune. Butikscenteret, der havde et butiksareal på 7.500 kvadratmeter, blev bygget i forbindelse med opførelsen af boligkomplekset Høje Gladsaxe, og var tidligere ejet og drevet af Fællesdriften for Høje Gladsaxe.
Centeret blev i 1994 adskilt fra det øvrige byggeri og solgt og er siden 2016 ejet af Helleruphus.
Fra ca. 2007-2008 var butikscentret planlagt til at være udvidet til 15.000 kvadratmeter.
I 2011 lukkede det tidligere supermarked SuperBest, og dette medførte, at centret stod uden et supermarked i flere måneder, indtil Lidl og Netto åbnede deres butikker samme år.
I 2016 blev centret købt af Helleruphus, hvilket medførte en gennemgribende renovering for at gøre stedet mere attraktivt og trygt at færdes i. Belysningen udendørs er væsentligt forbedret, og al adgang til centrets inderside er blevet lukket, således at butikkerne kun har adgang udefra. Dette minder lidt om BIG Shopping Center i Herlev.
I 2020 fik centret et ansigtsløft, hvor den hvide facade blev skiftet ud med moderne akustikpaneler. 
På nuværende tidspunkt (2024) har centret fire kædebutikker: Lidl, Netto, JYSK og Normal, samt en frisør, to spisesteder, et fitnesscenter og biblioteket, Bibliotek+. Derudover udlejes underetagen til bl.a. lager.

## Historie
Udgravningerne til Høje Gladsaxe startede ved årsskiftet 1962/63, og den første beboer kunne flytte ind i 1964, mens de sidste etager blev færdiggjort. Sidste del, nemlig selve centerbygningen, stod først færdig i 1970.
Allerede i 1943 udarbejder arkitekt Vilhelm Lauritzen en dispositionsplan for Høje Gladsaxe-området. Den danner afsæt for byudviklingen i området, der senere fører til opførelsen af Høje Gladsaxe. I 1948 fredes Utterslev Mose, og det, der oprindeligt var tænkt som rækkehuse og 3-etagers boligblokke, bliver til bl.a. fem 16-etagers højhuse, beliggende som hvide monumenter i kontrast til naturen.
Vilhelm Lauritzen bliver byplankonsulent på byggeriet, og arkitekterne, der kommer til at tegne Høje Gladsaxe, bliver Poul Ernst Hoff, Bennet Windinge, Jørgen Juul Møller, Kaj Agertoft og Alex Poulsen.
Høje Gladsaxe's markante boligblokke er placeret ud til det åbne landskab i Gyngemoseparken. Anlægget består af fem højhuse, 12 lavere blokke og center, skole, kirke og institutioner og rummer ca. 7.000 beboere. Fra de sydvendte vinduer er der fra de fleste af lejlighederne en formidabel udsigt over Storkøbenhavn.
En del af Høje Gladsaxe er udpeget som bevaringsværdigt, og byggeriet er præmieret af Gladsaxe Kommune og indgår i dag i kommunens bygningsmæssige kulturarv.
Høje Gladsaxe Park er en naturpark, som er udlagt af Københavns Kommune i 30'rne. Området er, som det eneste område i Gladsaxe, udpeget af Kroppedal som arkæologisk interessant.